# Carlo Lombardi (patriota)
Carlo Lombardi (Brescia, 28 febbraio 1834 – Wilmington, 16 gennaio 1865) è stato un militare italiano.

## Cospiratore e garibaldino
Nato da Giuseppe ed Elisabetta Torelli, già da giovanissimo prese parte ai moti patriottici in Lombardia e Trentino. Dopo la battaglia di Custoza (1848) riparò in Piemonte e divenne poi membro del 20º Reggimento Fanteria, e partecipò alla campagna del 1849. In quell'anno riuscì a tornare a Brescia per prendere parte anche alle Dieci Giornate. Dopo l'infelice conclusione di questa insurrezione trovò di nuovo rifugio in Piemonte, ma fu arrestato in occasione della rivolta di Milano (1853).
Probabilmente lo attendeva il cappio del boia (come per il concittadino Tito Speri), ma Lombardi riuscì a riparare in America. Rientrò in Italia nel 1859 dando il proprio contributo alla seconda guerra di indipendenza, e l'anno seguente si arruolò nella spedizione Medici (successiva a quella dei Mille), venendo ferito a Milazzo e promosso capitano dell'esercito. Poco dopo si congedò per rimanere con le Camicie Rosse e seguì Garibaldi anche nella Giornata dell'Aspromonte. Nel 1863 lasciò l'Italia per approdare definitivamente negli Stati Uniti.

## "Soldato blu" nella guerra di Secessione
Forte della sua esperienza di militare, Carlo Lombardi si arruolò nell'esercito unionista dove gli fu affidato il comando di una compagnia di soldati afroamericani, distinguendosi per "non comune coraggio".

Partecipò alla seconda battaglia di Fort Fisher vinta dalle forze unioniste: la conquista del vicino porto fu determinante per gli esiti della guerra poiché tagliò fuori gli Stati del Sud dalle rotte commerciali del resto del mondo e privò di rifornimenti l'Armata della Virginia del Sud, che per la sussistenza dipendeva in larga parte proprio dal porto di Wilmington. Non rimanevano infatti altri porti di mare vicini alla Virginia che i confederati potessero usare in modo pratico.
 
La seconda battaglia di Fort Fisher, inoltre, diede il colpo di grazia alle speranze di riconoscimento dello Stato confederato da parte di quelli europei. Per questo viene considerata da molti come "l'ultimo chiodo nella bara confederata". Un mese dopo, un'armata unionista al comando del Generale John McAllister Schofield risalì il Cape Fear River e conquistò Wilmington.

Lombardi, tuttavia, non ebbe a godere di questa vittoria: infatti morì quando la santabarbara del forte saltò in aria accidentalmente, appena un giorno dopo la resa della guarnigione sudista. Le vittime fra i soldati di ambo le parti furono centinaia.
Nell'estate 2010 la città natale ha incluso Carlo Lombardi fra i personaggi ricordati nella mostra Brescia per l'America per Brescia, allestita nel museo di Santa Giulia.